# 肝芽腫
肝芽腫（かんがしゅ、英: Hepatoblastoma）は乳児・小児に発生する稀な悪性肝新生物であり、組織型は胎児肝細胞、成熟肝細胞、胆管細胞に類似している。通常、腹部腫瘤として触知される。3歳以下の幼児でα-フェトプロテイン（AFP）上昇により診断されることが多い。診断時にAFPが上昇していない場合は予後不良である。

## 病態生理学

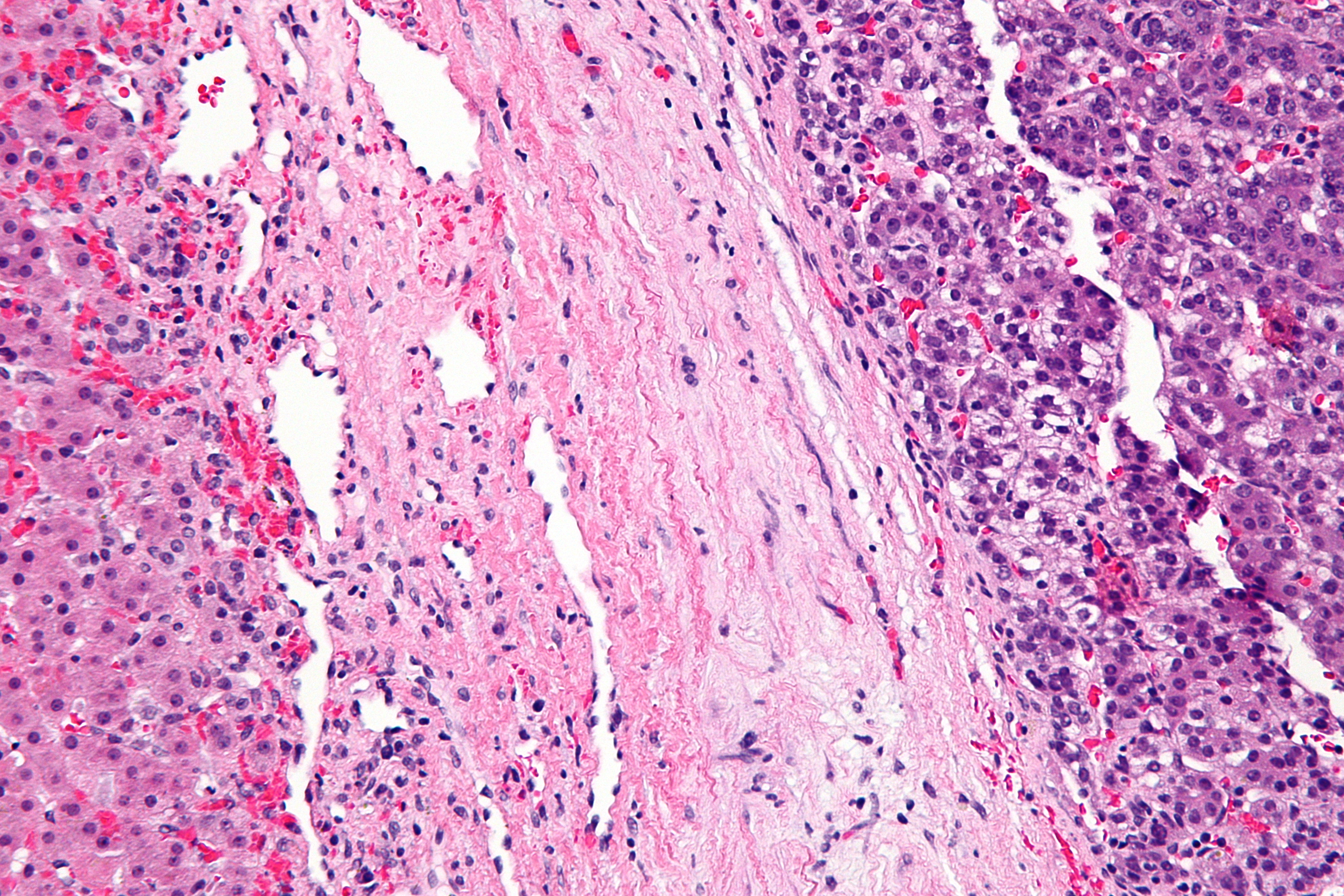
肝芽腫（右）と正常肝組織（左）の顕微鏡写真（H&E染色）

肝芽腫は未熟な肝前駆細胞に由来し、孤立的で、肝左葉に比べて右葉に多い。転移し得る。
早期に大腸ポリープや腺癌を有する家族性大腸腺腫症（FAP）の患者はしばしば肝芽腫を併発する。
散発性肝芽腫では、67%の患者でβ-カテニン変異が見られる。2005年には、他のWntシグナル経路コンポーネントも又肝芽腫の発現に関与していると思われることが示された。
肝芽腫が多能性幹細胞に由来することを示唆する根拠が蓄積されている。
ある研究では、低出生体重が肝芽腫の危険因子である可能性が示唆されている。
Buckley等の小児癌研究グループは1989年、母親および父親の金属への暴露が子の肝芽腫発生に有意に関連していることを発見した。

## 治療
肝芽腫の検査の中で最も一般的な方法は、α-フェトプロテイン（AFP）を確認する血液検査である。AFPは小児の肝臓癌の存在を確認するために用いられるバイオマーカーである。出生時、新生児のAFP濃度は比較的高値であり、生後1年以内に大人の正常値程度に低下する。小児のAFP正常値は10ng/mLとされる。AFP値500ng/mL超の場合は肝芽腫の可能性が高い。AFPは治療の奏効度を確認するためにも利用される。腫瘍が消失するとAFPは正常値に下がると期待される。
治療の手技として外科的部分切除術、術前アジュバント化学療法、肝移植が適用される。初回肝移植の場合、80%の患児で長期の未罹患状態が達成される。完全切除およびアジュバント化学療法施行時の生存率は100%である。転移巣の存在は主要な予後不良因子である。